# Zusters van Sint-Jozef
De Zusters van Sint-Jozef zijn een rooms-katholieke congregatie die in 1650 door de jezuïet Jean-Pierre Médaille officieel werd opgericht te Le Puy-en-Velay, nadat in 1648 reeds zeven vrome vrouwen door hem werden verzameld, die als le petit dessein hun werk begonnen.
Het was een van de eerste zustercongregaties die zich onder de mensen begaf en zich bekommerde om zieken, ontheemden en armen. In 1792 kwam hier, ten gevolge van de Franse Revolutie, een einde aan. Daarna werd de congregatie weer voortgezet. In 1811 werd ze wettelijk erkend onder de naam: Les soeurs de Saint‐Joseph du Bon Pasteur.
In 1895 kwamen vier zusters uit Clermont-Ferrand op uitnodiging naar Munsterbilzen, waar ze in de gebouwen van de oude Abdij gingen wonen, die aangekocht werden van baron de Lamberts de Cortenbach. Daar gaven ze lager onderwijs aan meisjes en stichtten een psychiatrische inrichting, het Asile Saint-Joseph pour des femmes aliénées, later Medisch Centrum Sint-Jozef genaamd. Constant Van den Hove was de eerste directeur-geneesheer. Samen met zijn schoonfamilie NEYT speelde hij een belangrijke rol bij de oprichting van het psychiatrisch centrum. In 1899 verbleven er al 300 patiënten.
Van hier uit werden stichtingen gedaan in diverse andere plaatsen. Dit waren:
- Opitter, 1902 (onderwijs)
- As, 1903 (onderwijs)
- Lommel, 1905 (onderwijs en bejaardenzorg)
- Tollembeek, 1905 (onderwijs)
- Overpelt, 1921 (onderwijs en gezondheidszorg)
- Tongerlo, 1936 (ondersteuning van de parochie)
- Raatshoven, 1939 (bejaardenzorg)
- Leuven, 1959 (pedagogische academie voor meisjes)
- Amonines, 1961 (bejaardenzorg)
- Antwerpen, 1969 (bejaardenzorg)
- Waterschei, 1969 (kinderopvang)